# 马尼韦尔努瓦
马尼韦尔努瓦（法語：Magny-Vernois，法語發音：[maɲi vɛʁnwa]）是法国上索恩省的一个市镇，属于吕尔区。

## 地理
马尼韦尔努瓦（47°40'7"N, 6°28'27"E）面积6.38 平方千米，位于法国勃艮第-弗朗什-孔泰大區上索恩省，该省份为法国东部内陆省份，北起顺时针与孚日省、贝尔福地区省、杜省、汝拉省、科多尔省和上马恩省接壤。
与马尼韦尔努瓦接壤的市镇（或旧市镇、城区）包括：布昂莱吕尔、吕尔、武南、维莱吕尔。

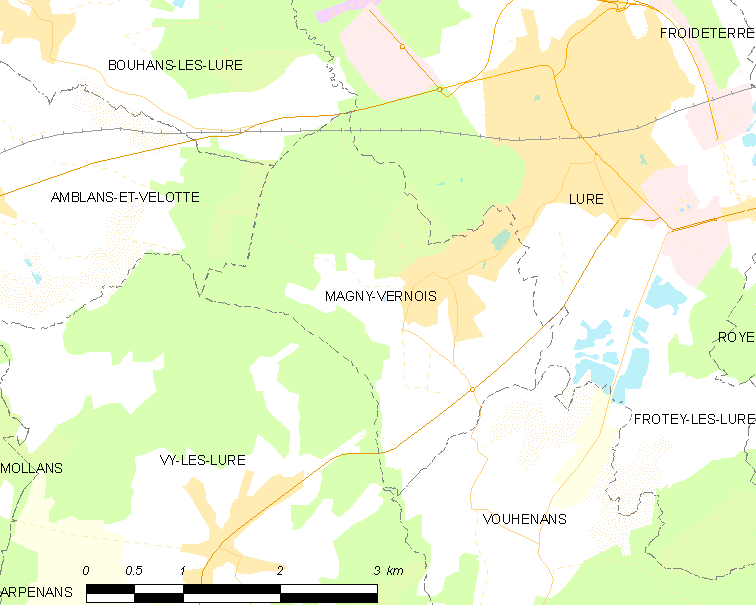
马尼韦尔努瓦的OSM定位图

马尼韦尔努瓦的时区为UTC+01:00、UTC+02:00（夏令时）。

## 行政
马尼韦尔努瓦的邮政编码为70200，INSEE市镇编码为70321。

## 政治
马尼韦尔努瓦所属的省级选区为吕尔第二县。

## 人口

1962-2008年间马尼韦尔努瓦人口变化图示

马尼韦尔努瓦于2022年1月1日时的人口数量为1361人。